# Corticifraga
Corticifraga Lettau ex Vězda (korticifraga) – rodzaj grzybów z rodziny Gomphillaceae.

## Systematyka i nazewnictwo
Pozycja w klasyfikacji według Index Fungorum: Gomphillaceae, Ostropales, Ostropomycetidae, Lecanoromycetes, Pezizomycotina, Ascomycota, Fungi.
Nazwa polska według W. Fałtynowicza.
Gatunki występujące w Polsce:
- Corticifraga fuckelii (Rehm) D. Hawksw. & R. Sant. 1990 – korticifraga Fuckela
- Corticifraga peltigerae (Fuckel) D. Hawksw. & R. Sant. 1990 – korticifraga pawężnicowa

Nazwy naukowe na podstawie Index Fungorum. Nazwy polskie według W. Fałtynowicza.